# Longwan (socken i Kina)
Longwan (kinesiska: 龙湾, 龙湾乡) är en socken i Kina. Den ligger i den autonoma regionen Guangxi, i den södra delen av landet, omkring 120 kilometer norr om regionhuvudstaden Nanning. Antalet invånare är 10757. Befolkningen består av 5 294 kvinnor och 5 463 män. Barn under 15 år utgör 19,0 %, vuxna 15-64 år 63 %, och äldre över 65 år 16,0 %.
Genomsnittlig årsnederbörd är 1 772 millimeter. Den regnigaste månaden är juni, med i genomsnitt 297 mm nederbörd, och den torraste är februari, med 35 mm nederbörd.